# Ernest Poku
Ernest Poku, né le 28 janvier 2004 à Hambourg en Allemagne, est un footballeur néerlandais qui joue au poste d'ailier droit au Bayer Leverkusen.

## Biographie

### En club
Né à Hambourg en Allemagne Ernest Poku commence le football avec deux clubs de la capitale néerlandaise, le SV Robinhood puis le FC Amsterdam avant d'être formé par l'AZ Alkmaar. Le 14 février 2020, à 16 ans, il signe son premier contrat professionnel avec l'AZ.
Lors de l'été 2021, Ernest Poku intègre l'équipe première pour participer aux matchs amicaux de présaison. Il joue son premier match officiel avec l'équipe première de l'AZ le 14 août 2021, lors de la première journée de la saison 2021-2022 d'Eredivisie face au RKC Waalwijk. Il entre en jeu à la place d'Albert Guðmundsson et son équipe est battue par un but à zéro.
En parallèle de sa progression avec l'équipe réserve de l'AZ il joue la UEFA Youth League avec les moins de 19 ans, remportant le trophée lors de la saison 2022-2023 en se montrant notamment décisif lors de la finale remportée par son équipe le 24 avril 2023 contre le HNK Hajduk Split en marquant deux buts, participant ainsi à la victoire de son équipe par cinq buts à zéro,.
Poku marque son premier but en équipe première lors d'une rencontre de coupe des Pays-Bas face au KVV Quick Boys le 16 janvier 2024. Il marque après son entrée en jeu et son équipe s'impose après une séance de tirs au but.
Le 12 août 2025, Ernest Poku rejoint le Bayer Leverkusen. Il signe un contrat courant jusqu'en juin 2030 et le montant du transfert est estimé à 10 millions d'euros, plus deux millions de bonus,.

### En sélection
Ernest Poku représente l'équipe des Pays-Bas des moins de 19 ans, jouant en tout six matchs et marque un but.
Il joue son premier match avec l'équipe des Pays-Bas espoirs le 12 octobre 2023 face à la Géorgie. Il entre en jeu à la place de Noah Ohio et son équipe l'emporte par trois buts à zéro.

## Palmarès
AZ Alkmaar -19 ans
- UEFA Youth League (1) :
  - Vainqueur : 2023.